# Eleccions legislatives franceses de 1967
Les eleccions legislatives franceses de la tercera legislatura de la Cinquena República es van celebrar el 5 i 12 de març de 1967.

## Resultats de les eleccions
| Partits                                         | Partits                                                                                                   | Abreviatura | Vots (1a volta) | % (1a volta) | Escons (2a volta) |
| ----------------------------------------------- | --- | ----------- | --------------- | ------------ | ----------------- |
|                                                 | Unió dels Demòcrates per la Républica (Union des démocrates pour la Cinquième République)                 | UD5         | 7.182.473       | 32.1         | 200               |
|                                                 | Centre demòcrata (Centre démocrate)                                                                       | CD          | 2.829.998       | 12.6         | 41                |
|                                                 | Republicans Independents (Républicains indépendants)                                                      | RI          | 1.266.509       | 5.7          | 42                |
|                                                 | Divers droite                                                                                             | DVD         | 821.097         | 3.7          | 9                 |
|                                                 | Total Dreta ("Majoria presidencial" i CD)                                                                 |             | 12 100 077      | 54.1         | 292               |
|                                                 | Partit Comunista Francès (Parti communiste français)                                                      | PCF         | 5.039.032       | 22.5         | 73                |
|                                                 | Federació de l'Esquerra Demòcrata i Socialista (Fédération de la gauche démocrate et socialiste)          | FGDS        | 4.224.110       | 19.0         | 116               |
|                                                 | Partit Socialista Unificat (Parti socialiste unifié)                                                      | PSU         | 495.412         | 2.2          | 3                 |
|                                                 | Divers gauche                                                                                             | DVG         | 319.651         | 1.4          | 2                 |
|                                                 | Total Esquerra                                                                                            |             | 10.078 205      | 45.1         | 194               |
|                                                 | Aliança Republicana per al Progrés i la Llibertat (Alliance républicaine pour le progrès et les libertés) | ARPL        | 191.412         | 0.9          | -                 |
|                                                 | Total |             | 22.369.514      | 100          | 486               |
| Abstencions: 19,1% (1a volta); 31,3% (2a volta) | |             |                 |              |                   |

## Composició de l'Assemblea Nacional
| Grup        | Membres | Relacionats | Total | %     |
| ----------- | ------- | ----------- | ----- | ----- |
| UDR         | 180     | 20          | 200   | 41,15 |
| FGDS        | 116     | 5           | 121   | 24,90 |
| Comunista   | 71      | 2           | 73    | 15,02 |
| RI          | 39      | 3           | 42    | 08,64 |
| PDM         | 38      | 3           | 41    | 08,43 |
| No inscrits | 9       | -           | 9     | 01,85 |
| Total       | 453     | 33          | 486   | 100,0 |

Un escó vacant (Costa francesa dels Somalins)
Majoria : UDR + RI
*UDR : Unió Democràtica per la V República
*FGDS : Federació d'Esquerra Demòcrata i Socialista
*RI : Republicans Independents
*PDM : Progrés i Democràcia Moderna

## Diputats per laCatalunya del Nord
- 1a Circumscripció – Paul Alduy (FGDS)
- 2a Circumscripció – André Tourné (PCF)